# Système logique
Cet article court présente un sujet plus développé dans : logique mathématique#Système logique, déduction naturelle et système à la Hilbert.
 (décembre 2023).
Si vous disposez d'ouvrages ou d'articles de référence ou si vous connaissez des sites web de qualité traitant du thème abordé ici, merci de compléter l'article en donnant les références utiles à sa vérifiabilité et en les liant à la section « Notes et références ».
Un système logique est un système formel dédié au raisonnement et aux déductions logiques. Il est constitué d'un ensemble de formules (y compris un ensemble d'axiomes donnés pour vrais et comme point de départ du raisonnement) ; d'un ensemble de règles de déduction permettant de définir le type de raisonnement applicables dans ce système ; ainsi que d'une interprétation des formules, permettant de préciser le sens des formules. Les deux premiers éléments cités font d'un système logique un système formel alors que le troisième est spécifique aux systèmes logiques.
On compte de nombreux systèmes logiques, dont notablement le système de déduction naturelle. En logique classique, l'interprétation est une fonction qui prend ses valeurs dans un ensemble binaire de valeur de vérité (par exemple vrai ou faux), en fonction de la valeur de vérité des variables des formules.